# Luigi de Rosa
Luigi de Rosa (citato anche come Loise de Rosa o Loyse; Pozzuoli, 14 o 16 ottobre 1385 – Napoli, ... dopo il 1475) fu un cronista di estrazione popolare e semicolta del Quattrocento napoletano.

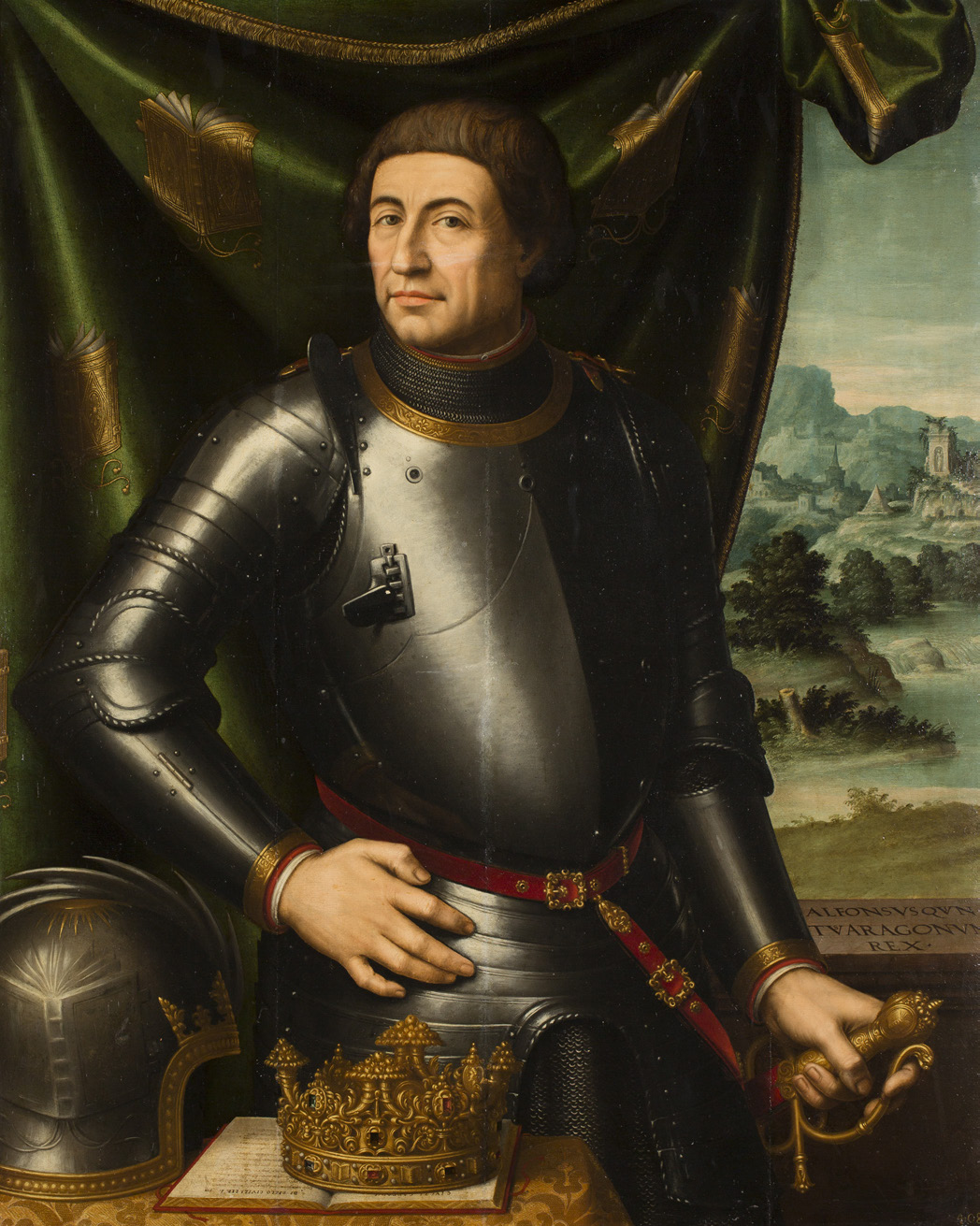
Alfonso il Magnanimo, una delle teste coronate di cui Loyse fu servitore.

Si dedicò alla scrittura in tarda età (tra gli 82 e i 90 anni), dopo aver trascorso un'intera vita come capo della servitù («maestro di casa») nelle corti angioine e aragonesi del Regno di Napoli, dapprima al servizio dei sovrani Ladislao d'Angiò Durazzo e Giovanna II, e quindi di Alfonso il Magnanimo, Ferrante d'Aragona e Ippolita Maria Sforza.
La sua rilevanza a corte, benché sminuita perché associata al valore letterario della sua unica opera, era tale che fu nominato custode del saggio delle monete della zecca di Napoli sotto vari sovrani, ruolo di spicco che meritava l'assoluta fiducia dei sovrani.
È noto per un unico scritto, che è anche uno dei primissimi prodotti in lingua volgare nella Napoli aragonese: una «spicciola» cronaca segnata da un'impronta peculiarissima nell'intero panorama letterario volgare quattrocentesco, non solo napoletano. Con una scrittura legata alla dimensione dell'oralità, De Rosa, pur contiguo alla corte aragonese, spicca nettamente per l'enorme distanza che separa la sua cronaca popolare da altre forme di 'letterarietà alta', inscindibilmente e concettualmente legate alla scrittura, maturate ed espressesi negli ambienti culturali e umanistici di quella corte.
La qualità della sua opera ha ricevuto una gamma di positivi giudizi di valore. Fu amatissimo da Benedetto Croce, che lo definì un «simpatico vecchio ciarliero», figura tipica di quei servitori millantatori che, con linguaggio iperbolico, «trasferiscono a sé medesimi l'importanza dei loro vari padroni». Loise De Rosa è addirittura additato come il più grande autore napoletano dell'epoca da Gianfranco Contini, che lo considera al di sopra non solo di Masuccio Salernitano, ma anche di Jacopo Sannazaro.
L'estrema prossimità della sua lingua a quella dell'uso parlato, con l'assenza pressoché completa di mediazione dotta e di artificio letterario, rende l'opera di De Rosa, inoltre, un documento importantissimo per la conoscenza e la storia della lingua napoletana.

## Origini
Loise de Rosa, come egli stesso tiene a informare il lettore, fu un cortigiano che prestò servizio presso importantissime famiglie patrizie della Napoli angioina e aragonese. Incredibile è la serie di incarichi che egli avrebbe ricevuto in vita: viceré di Bisceglie e della val di Gaudo, più volte governatore di città, viceammiraglio della flotta reale, maggiordomo del cardinale di Napoli, del Principe di Salerno, del Duca di Sora, del Conte di Troia e del Re Ferrante d'Aragona.
Si ritiene che De Rosa fosse di mediocre estrazione sociale e culturale, una specie di semi-illetterato «"mastro de casa", [...] capo-servitore, ordinatore di cerimoniali e di feste», una collocazione che fece di lui «il "paraninfo" nelle nozze di tutti i signori del Regno». De Rosa possiede una forma "semicolta" di competenza alla scrittura, un «saper leggere e scrivere quanto bastava per il suo ufficio di "mastro de casa"». Da questo orizzonte culturale, nutrito di oralità e di sentito dire, De Rosa attinge non solo «modi espressivi [, ma anche] numerosi schemi concettuali». Fu con questo bagaglio di uomo «appena letterato»" che De Rosa, giunto in vecchiaia, si accinse ad affrontare la stesura delle sue memorie.

## Cronache e Ricordi

### Il manoscritto parigino e la sua stesura

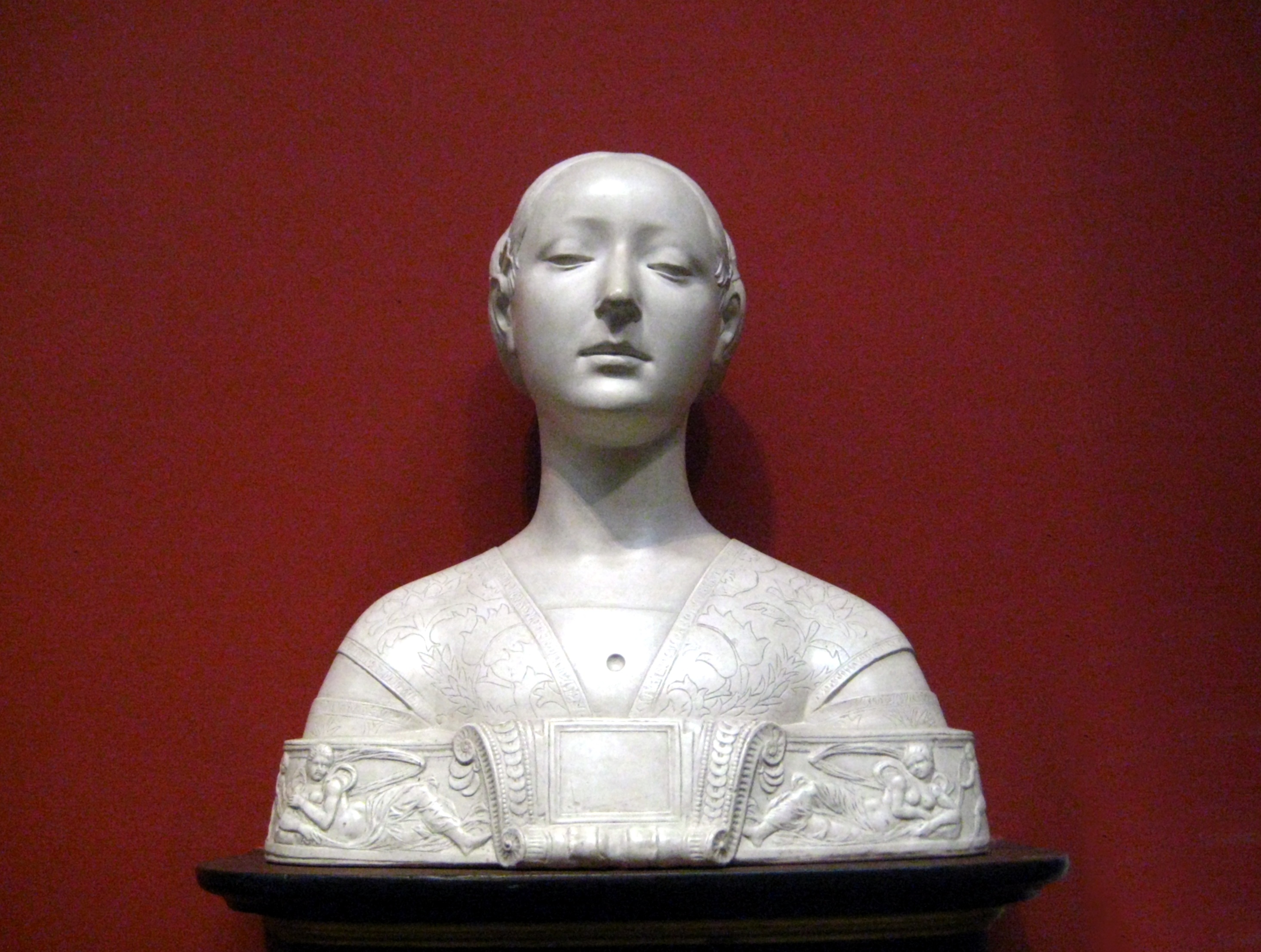
Presunto ritratto di Ippolita Maria Sforza, di Francesco Laurana. Calco del Museo Puškin da un originale perduto, già al Bode-Museum di Berlino.

I Ricordi di De Rosa sono preservati in un codice manoscritto di 73 fogli in quarto, unico e probabilmente autografo, conservato alla Biblioteca Nazionale di Parigi, proveniente dalla Biblioteca aragonese, nella quale vi fu depositato per dono di Ippolita Maria Sforza (1445 –1488), colta protettrice delle arti, e moglie di Alfonso II d'Aragona (1448 – 1495), duca di Calabria e futuro effimero re di Napoli nel 1494-1495.

#### Struttura dell'opera
Il manoscritto si compone di tre scritture, alla prima delle quali, più ampia, succedono altre due, più succinte.

##### Prima scrittura
La prima scrittura è una lunghissima serie di ricordi della sua vita e della sua carriera, indirizzata a un certo "donno Alonso" non identificato. Croce riteneva che, nonostante l'autore «gli ponga in bocca parole spagnuole», il donno Alonso non fosse da «identificare con l'omonimo duca di Calabria, mancando ogni allusione alla persona e al grado di costui» (in questo passo, Croce allude al duca di Calabria Alfonso II, mentre le parole 'spagnuole' messe in bocca a don Alonso vanno riferite all'idioma catalano, divenuta lingua ufficiale del Regno dopo la cacciata degli Angioini e l'ingresso a Napoli di Alfonso il Magnanimo). Vi è anche chi non esclude l'identificazione di donno Alonso con il re Alfonso il Magnanimo, incline alla confidenza con gli umili, o a mescolarsi volentieri con il popolo minuto, finanche in incognito, per ricavarne informazioni e sensazioni sul comune sentire.

##### Seconda scrittura
La seconda scrittura è un encomio dell'eccellenza della città di Napoli, messa a confronto con un ventaglio di concorrenti (Roma, Venezia, Milano, ma anche Il Cairo). Il panegirico campanilista di Loise De Rosa pone la città partenopea al di sopra di tutte le illustri rivali prese in esame.

##### Terza scrittura
L'opera si chiude con la terza scrittura, una cronaca civica che tratta degli anni che vanno dall'imperatore Corrado IV fino ai suoi giorni.
Quest'ultima parte dell'opera fu iniziata nel 1471, quando Loise era da alcuni anni al servizio di Ippolita Maria Sforza, andata in sposa, anni prima, ad Alfonso II: è la «Madamma la duchessa de Calabria» alla quale il discorso di De Rosa si rivolge direttamente.

#### Datazione dell'opera
La stesura dei Ricordi sembrerebbe formalmente iniziata nel 1452, data a cui rimanda l'avvio della prima scrittura. Va però notato che il procedere dell'opera rivela una stesura cronologicamente non lineare, compiuta a più riprese: subito dopo l'inizio, infatti, De Rosa elenca le sei regine presso cui aveva prestato servizio, tra cui Isabella di Clermont, prima moglie di Re Ferrante d'Aragona morta il 30 marzo 1465, il che rimanda subito a un'epoca ben posteriore al 1452. Qui come altrove si evidenzia la ripresa di annotazioni anteriori, provenienti da un precedente brogliaccio o una sorta di diario, inizialmente indirizzato a Re Alfonso, i cui contenuti furono successivamente integrati nel corpus principale della cronaca, in gran parte scritto probabilmente tra il 1467 (quando era a servizio di Ippolita Maria Sforza, andata in sposa due anni prima ad Alfonso II) e il 1475 (quando nella terza scrittura si dichiara novantenne).

### Contenuti e stile
Nell'incerto incedere autobiografico dell'opera, De Rosa riversa una serie disorganica di ricordi, testimonianze, aneddoti dell'epoca angioina e aragonese.
De Rosa non solo non persegue alcun fine artistico, ma, nella ristrettezza dei suoi orizzonti, «non sospetta neppure che vi sia un'arte dello scrivere, diversa da quella del calamaio e della penna mercé cui immediatamente si versa sulla carta l'onda della conversazione»: l'immediatezza della prosa, un'oralità trasfusa in parola scritta, senza alcuna mediazione dotta, ma anche priva, per sua natura di qualsiasi artificio letterario, appare a Benedetto Croce simile all'operazione di registrazione di una traccia sonora, «perché la penna è per lui nient'altro che un fonografo».

### Valore storico, documentale e linguistico
Nel consegnare questo materiale alla scrittura, De Rosa attinge prevalentemente dalla dimensione dell'oralità, congeniale alla sua formazione di uomo semicolto: l'autore si affida alla diretta esperienza, al sentito dire, alla propria memoria, si avvale dei contenuti mediati dalla memoria collettiva del suo ambiente, ma poco o nulla si serve di fonti scritte.

#### Limiti storici e documentali
Questo si traduce nei nessi problematici che reggono la concatenazione esperienza-memoria-scrittura, la cui complessità si risolve in una serie di storture e imprecisioni, se non di vere e proprie invenzioni favolose, che incidono sull'attendibilità dei fatti narrati.
La prospettiva individuale dell'esperienza, diventa il punto di vista unico dal quale proporre gli eventi storici, facendo venir meno ogni distacco dai fatti: nella scrittura dei Ricordi irrompe sempre, pervasiva e invadente, la tronfia individualità del narratore, querula e petulante. A questa prospettiva così personale, sempre viene piegata la cronaca, anche quando si racconta di fatti drammatici e convulsi, come, nel 1423, la giornata dell'arresto di Giovanni «Sergianni» Caracciolo da parte di Alfonso il Magnanimo, e l'assedio di Giovanna II d'Angiò a Castel Capuano, a cui Loise De Rosa accorda lo stesso trattamento di una giornata qualunque.
Nonostante i limiti culturali e psicologici, lo scritto di Loise, secondo un'annotazione di Giorgio Petrocchi, è in grado di far metterci al cospetto del «senso della città e del suo tempo, [...] viventi e pulsanti anche nella illetterata prosa di un popolano presuntuoso e mitomane».

#### Valore linguistico
Proprio nella sua caratteristica prosa, pressoché priva di qualsiasi elaborazione letteraria, risiede un altro dei pregi dell'opera: la scrittura di De Rosa, discostandosi appena da quello che doveva essere il registro parlato della Napoli del Quattrocento, è un documento linguistico di rilevante importanza per la storia e lo studio della lingua napoletana.

### Edizioni del manoscritto
- Giuseppe de Blasiis (a cura di), Tre scritture napoletane del secolo XV, in Archivio storico per le provincie napoletane, IV, 1879,  pp. 411-467, SBN NAP0391412.
- Loise De Rosa, Il bugiardo napoletano. Cronache e ricordi, Napoli, Greco, 1967, SBN SBL0418552.
- Antonio Altamura, Napoli aragonese nei ricordi di Loise De Rosa, Napoli, Libreria Scientifica Editrice, 1971 (senza commento linguistico, con glossario e indici), SBN SBL0429853.

Edizione critica
- Luigi de Rosa, Ricordi. Edizione critica del ms. Ita. 913 della Bibliothèque Nationale de France, a cura di Vittorio Formentin, II volumi, Roma, Salerno, 1998, ISBN 88-8402-261-4.